# Roma Baran
Roma Baran (* 1947 in Polen) ist eine kanadische Musikproduzentin und Musikerin.

## Leben
Roma Baran kam in Polen zur Welt. Ihre Eltern waren polnische Juden, die dem Holocaust entkamen, indem sie ihren Nachnamen änderten und falsche Identitäten annahmen. Sie flohen aus dem Ghetto in Przemyśl nach Tarnawa und Krakau. Von 1949 bis 1951 lebte Roma Baran in Israel. Im Alter von fünf Jahren zog sie mit ihrer Familie nach Québec in Kanada. Ihre Eltern konvertierten zum Christentum und ließen Baran über ihre jüdische Herkunft im Unklaren, von der sie erst 2008 durch einen Genealogen erfuhr.
Baran wuchs in Montreal auf. In ihrer Schulzeit brachte sie sich autodidaktisch das Gitarrespielen bei. Danach spielte sie in verschiedenen Bands und im ersten College-Jahr in einem Folk-Trio. Später war sie einige Jahre lang Mitglied der Band der kanadischen Folk-Sängerin Penny Lang, mit der sie auch auf Tour ging. Dabei lernte sie Kate McGarrigle kennen, deren Zusammenarbeit mit ihrer Schwester Anna McGarrigle vorübergehend zum Stillstand gekommen war. Baran und Kate McGarrigle schlossen sich zu einem Folk-Duo zusammen und hatten zwischen 1970 und 1974 einige Auftritte, die sie bis in die Vereinigten Staaten führten. Weiterhin spielte Baran unter anderem in der Band des kanadischen Musikers Bill Garrett. Als Gitarristin setzte sie auch vom Standard abweichende Arten des Instruments wie Dobro, Lap-Steel-Gitarre und Weissenborn ein.
Ab 1976 lebte Roma Baran in New York City. Sie arbeitete zunehmend als Musikproduzentin und begleitete in dieser Funktion insbesondere viele Jahre lang die US-amerikanische Künstlerin Laurie Anderson. Sie produzierte deren ersten Charterfolg O Superman (1981) und trug dazu bei, dass Anderson einen Vertrag bei Warner Brothers unterschreiben konnte, der ihr relativ viel künstlerische Freiheit ließ und das Erscheinen einer Reihe von Alben einschließlich des Debüts Big Science (1982) und dessen Nachfolger Mister Heartbreak (1984) ermöglichte. Neben der Produktion arbeitete Baran auch als Musikerin mit Anderson zusammen, so trat sie bei vielen derer Konzerte als Keyboarderin auf und steuerte Farfisa-Bass- und Glasharmonika-Klänge zu Big Science bei.
Einen Teil ihrer Musikproduktionen setzte Baran gemeinsam mit Vivian Stoll um. Sie gründeten das Unternehmen Roma Baran & Vivan Stoll Productions und unterhielten ein Tonstudio in East Village. Zu ihren Produktionen gehören unter anderem zwei für die Grammy Awards nominierte Alben der amerikanischen Folk-Singersongwriterin Rosalie Sorrels: My Last Go Round (2005) und In Another Country, the Songs of Bruce Utah Phillips (2008).
Baran arbeitete als Komponistin, Sounddesignerin und Musikproduzentin an einigen Film-Soundtracks mit, darunter für Lizzie Bordens Drama Working Girls (1986) und Jonathan Demmes Konzertfilm Nach Kambodscha schwimmen (1987). Sie war auch als Musikproduzentin an dem deutschen Spielfilm My Father is Coming (1991) von Monika Treut beteiligt. Für die Produktion des Filmporträts Musik: Bernard Herrmann war sie bei der Oscarverleihung 1993 zusammen mit Margaret Smilov für einen Oscar in der Kategorie Bester Dokumentarfilm nominiert.
Neben ihrer Tätigkeit als Musikproduzentin und Musikerin praktizierte Baran auch als Anwältin mit Spezialisierung auf forensischer Audioanalyse.